# Canivete suíço

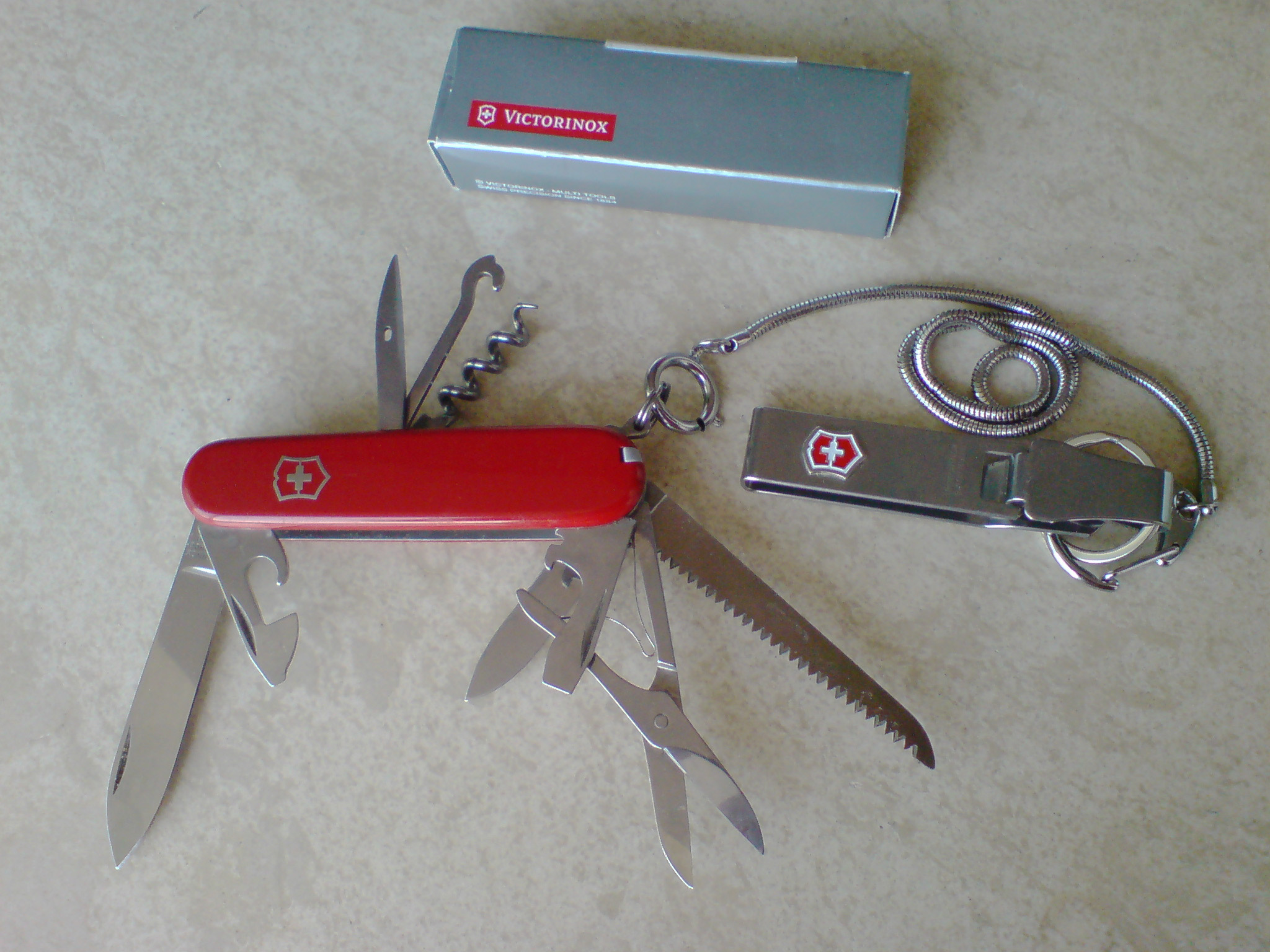
Canivete suíço Victorinox "Huntsman", com corrente para faca e clipe para cinto

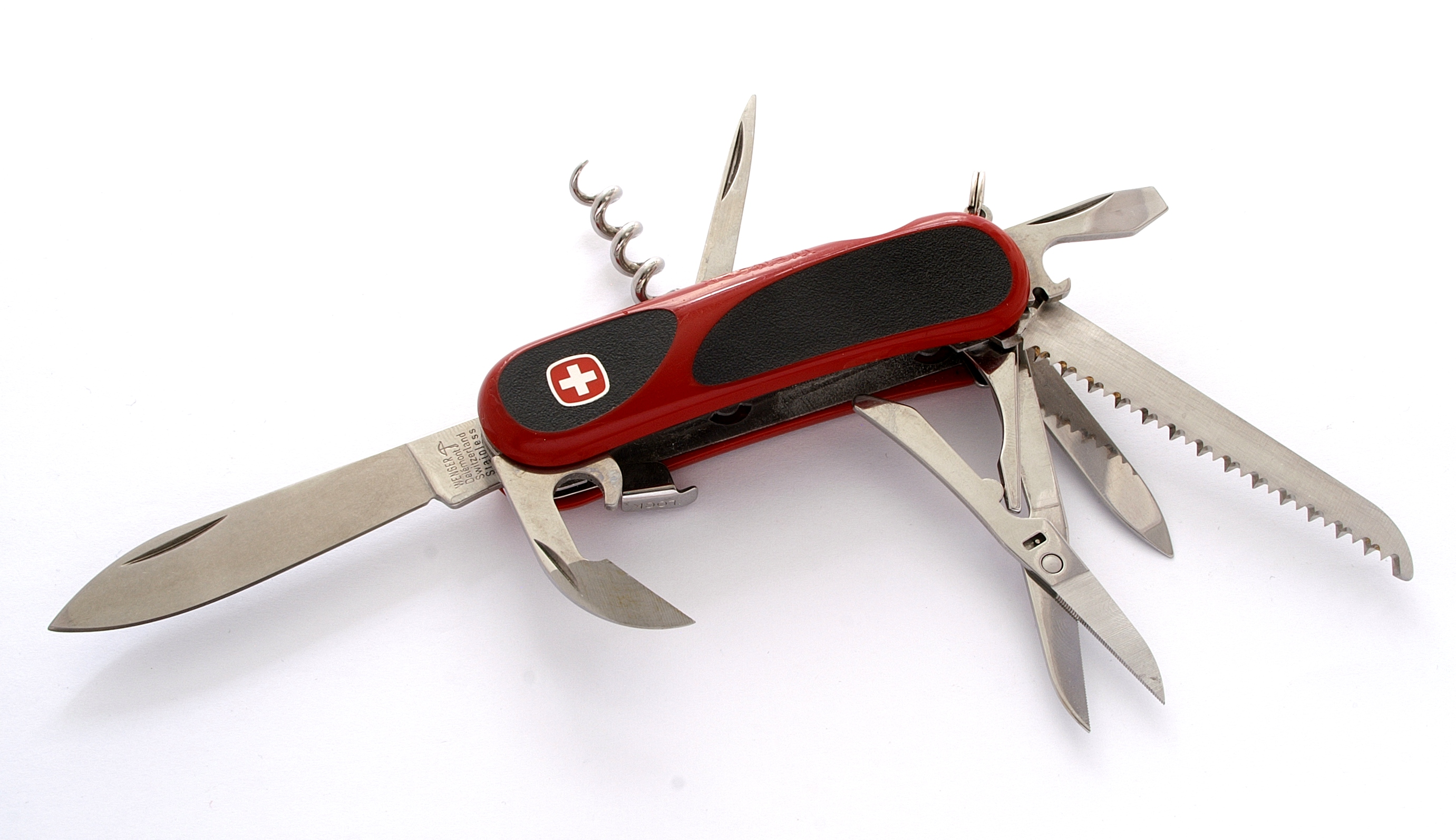
Canivete suíço Wenger "EvoGrip S17". Desde 2013, os canivetes Wenger são integrados à Victorinox

O canivete suíço (em alemão: Schweizer Taschenmesser, Sackmesser, Hegel, etc.) é um canivete, geralmente multiferramentas, agora fabricado pela Victorinox. O termo veio de "Swiss Army knife", que foi cunhado por soldados americanos após a Segunda Guerra Mundial porque eles tinham problemas para pronunciar a palavra alemã".
O canivete suíço geralmente possui uma lâmina principal com ponta rebaixada, além de outros tipos de lâminas e ferramentas, como uma chave de fenda, um abridor de latas, uma lâmina de serra, uma tesoura e muitas outras. Estas são dobradas no cabo do canivete por meio de um mecanismo de ponto de articulação. O cabo é tradicionalmente vermelho, com o logotipo da Victorinox ou da Wenger em forma de "cruz" ou, no caso de canivetes militares suíços, o brasão da Suíça. Outras cores, texturas e formas surgiram ao longo dos anos.
Originário de Ibach, Suíça, o canivete suíço foi produzido pela primeira vez em 1891, quando a empresa Karl Elsener, que mais tarde se tornou Victorinox, ganhou o contrato para produzir o canivete Modell 1890 do Exército Suíço do fabricante alemão anterior. Em 1893, a empresa suíça de cutelaria Paul Boéchat & Cie, que mais tarde se tornou Wenger S.A., recebeu seu primeiro contrato do exército suíço para produzir facas modelo 1890; as duas empresas dividiram o contrato inicial para o fornecimento das facas e operaram como empresas separadas a partir de 1908. Em 2005, a Victorinox adquiriu a Wenger. Como um ícone da cultura da Suíça, tanto o design quanto a versatilidade da faca têm reconhecimento mundial. O termo "canivete suíço" adquiriu o uso como uma figura de linguagem que indica um conjunto de habilidades multifacetadas.

## Galeria

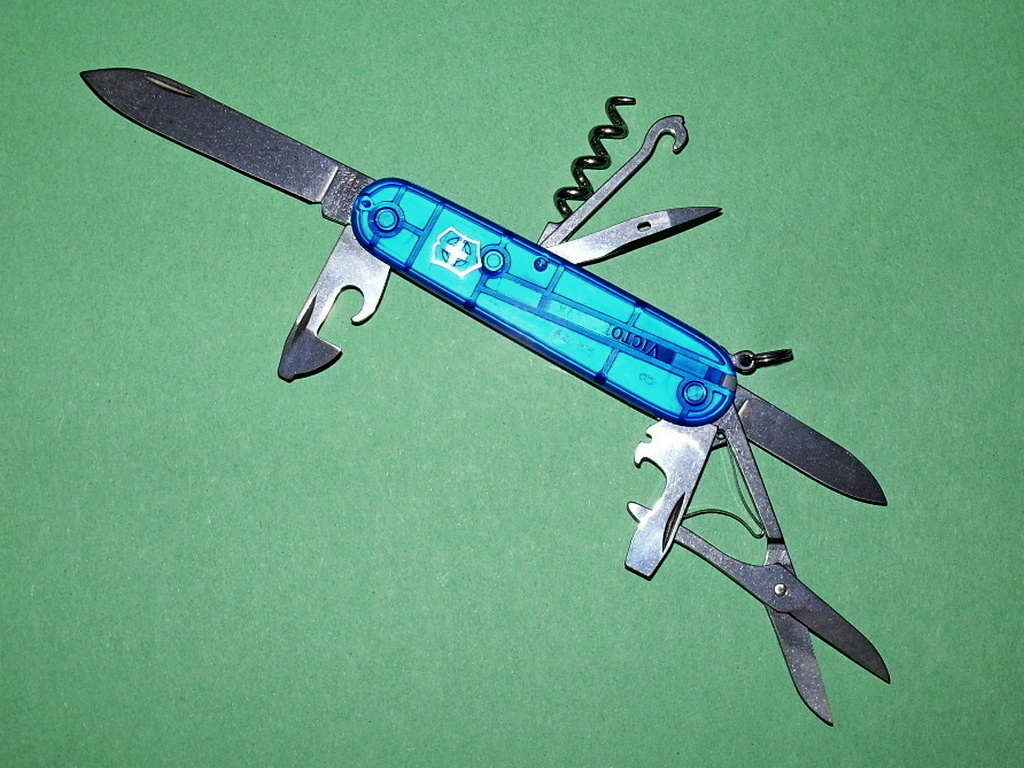
Victorinox Climber
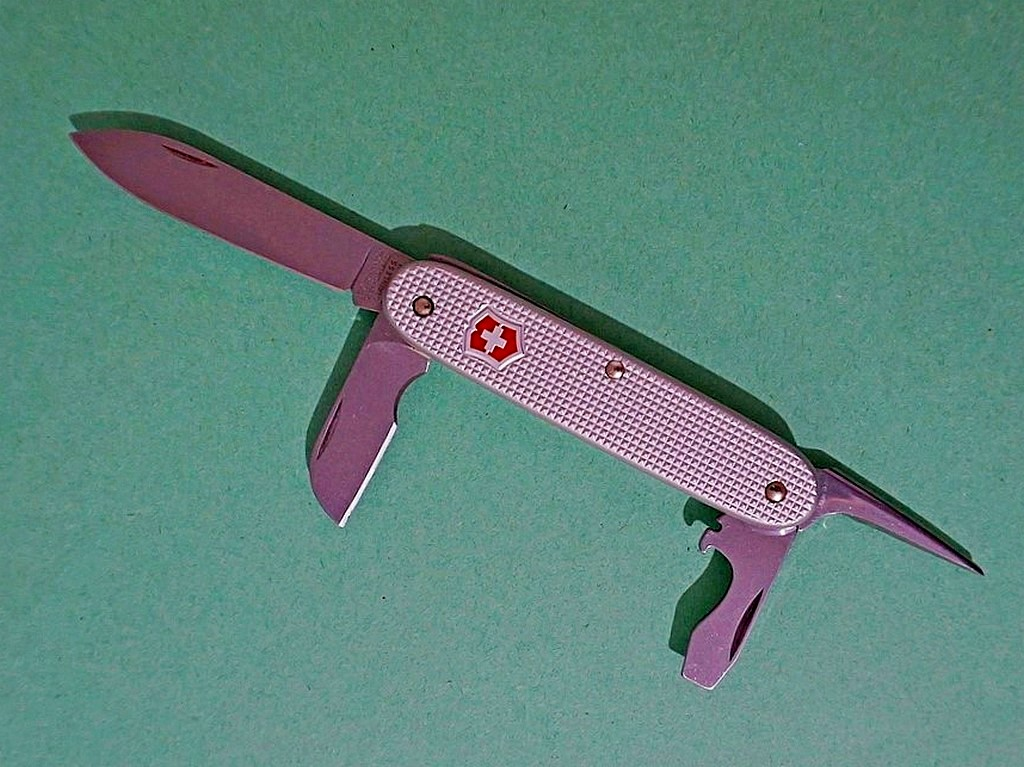
Victorinox Electrician
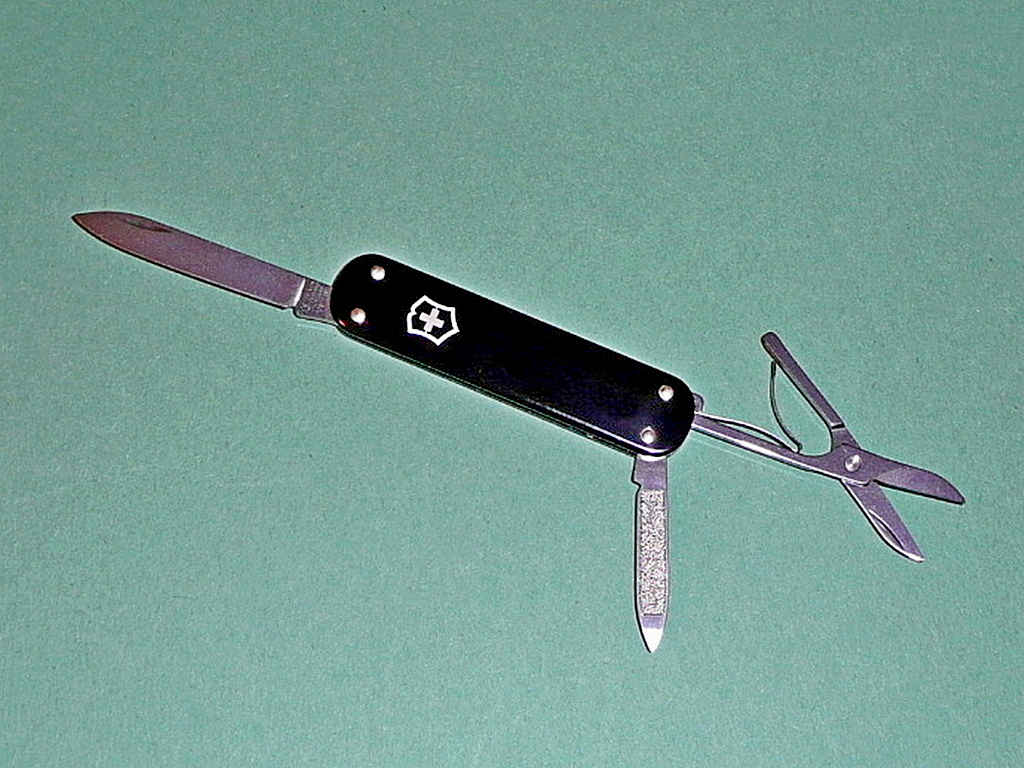
Victorinox Money-Clip
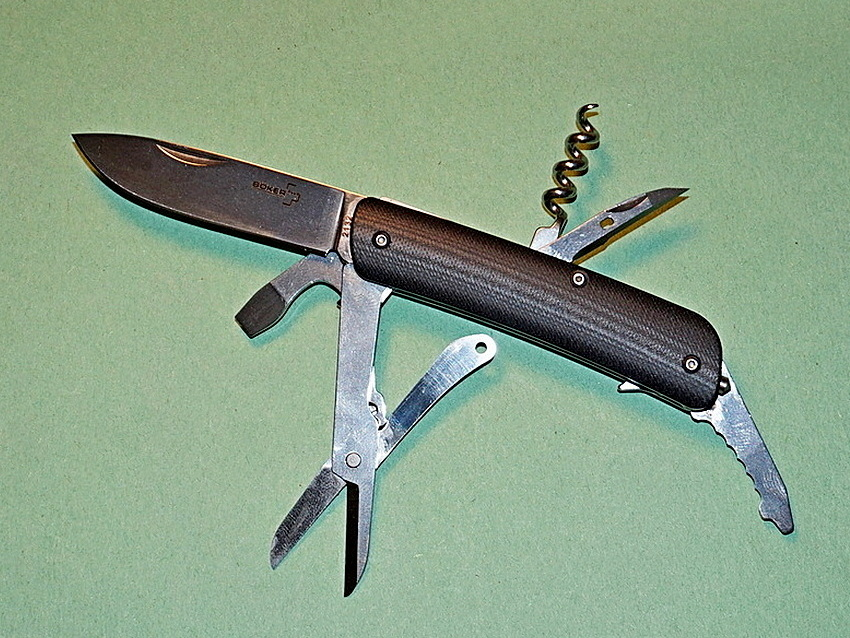
Boker Tech-Tool City 3
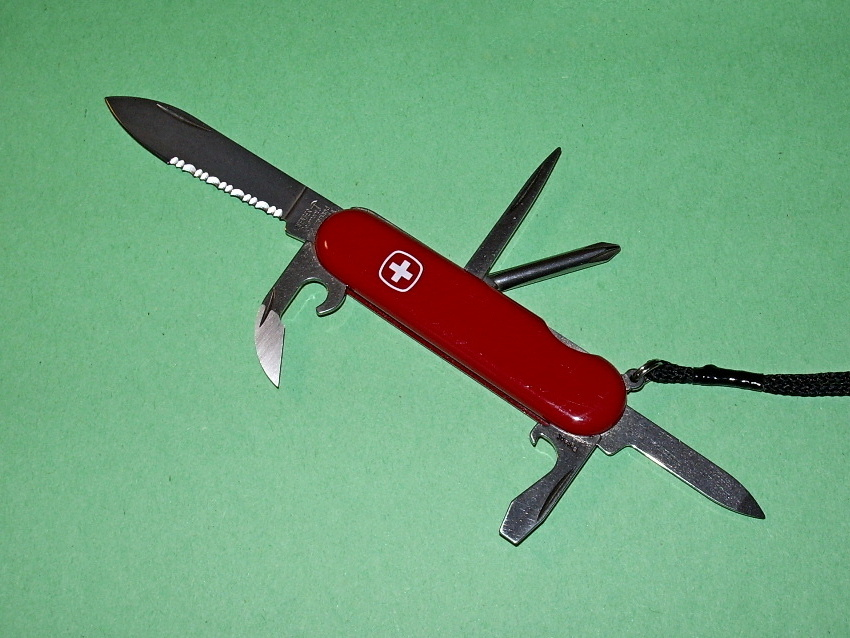
Wenger Highlander
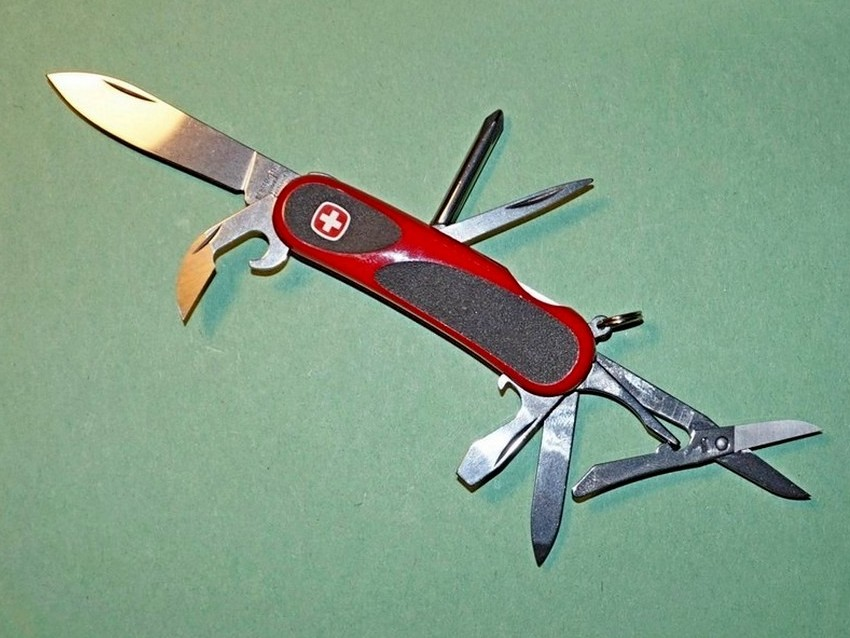
Wenger Evogrip 16